# Volver
Volver és una pel·lícula espanyola de 2006 escrita i dirigida per Pedro Almodóvar. Està interpretada per Carmen Maura, Penélope Cruz, Lola Dueñas, Blanca Portillo, Yohana Cobo i Chus Lampreave.
El llargmetratge es va estrenar a Puertollano el 10 de març de 2006. Posteriorment es va presentar a la secció oficial del Festival Internacional de Cinema de Canes, on va obtenir el premi al millor guió i el de millor interpretació femenina per al conjunt dels seus protagonistes. La pel·lícula va ser guardonada amb més de 40 premis internacionals, entre ells quatre Premis del Cinema Europeu i cinc Premis Goya. Penélope Cruz va ser candidata a l'Oscar a la millor actriu.

## Argument
Segons les mateixes paraules d'Almodóvar, la pel·lícula ens parla de «tres generacions de dones sobreviuen al vent, al foc, a la bogeria, a la superstició i fins i tot a la mort a força de bondat, mentides i una vitalitat sense límits.»
«Elles són Raimunda (Penélope Cruz) casada amb un obrer en atur i una filla adolescent (Yohana Cobo). Sole (Lola Dueñas), la seva germana, es guanya la vida com a perruquera. I la mare d'ambdues (Carmen Maura), morta en un incendi, al costat del seu marit. Aquest personatge s'apareix primer a la seva germana (Chus Lampreave) i després a la Sole, encara que amb qui va deixar importants assumptes pendents va ser amb Raimunda i amb la seva veïna del poble, Agustina (Blanca Portillo)» .
«Volver no és una comèdia surrealista, encara que a vegades ho sembli. Vius i morts conviuen sense estridències, provocant situacions hilarants o d'una emoció intensa i genuïna. És una pel·lícula sobre la cultura de la mort en la meva Manxa natal. Els meus paisans la viuen amb una naturalitat admirable. La manera en què els morts continuen presents en les seves vides, la riquesa i humanitat dels seus ritus fa que els morts no morin mai. Volver destrueix els tòpics de l'Espanya negra i proposa una Espanya tan real com oposada. Una Espanya blanca, espontània, divertida, intrèpida, solidària i justa».

## Comentaris
L'estrena mundial es va produir a Puertollano (Ciudad Real) el 10 de març de 2006. L'estrena oficial va ser el 16 de març de 2006 al Palau de la Música de la Gran Via madrilenya. Giorgio Armani va patrocinar l'esdeveniment.
A Volver, es produeix el retrobament amb la seva «musa» per excel·lència, Carmen Maura, la qual encarna el paper d'una «àvia fantasma». En el seu anterior film, La mala educación, apareix el cartell d'una suposada pel·lícula que el personatge d'Enrique Goded hauria rodat: La abuela fantasma. A més, al despatx del director de les oficines de «El Azar S.A.», apareix el cartell d'una altra de les pel·lícules de Goded (Fele Martínez), el qual mostra, en la part inferior esquerra, el nom de la principal protagonista: Carmen Maura. Totes aquestes picades d'ullet, donaven moltes pistes de la trobada que es duria a terme en la propera pel·lícula d'Almodóvar, Volver. Ja a La flor de mi secreto Amanda Gris escriu un llibre, que la seva editorial rebutja per ser massa negre, en el qual una dona amaga el cadàver del seu marit a un congelador.
Volver ret homenatge al perseverant i asfixiant dol que va incitar al director manxec a plasmar un univers de color les arrels del qual estan íntimament lligades al moviment Pop Art promogut per Andy Warhol. Sobreexposar la quotidianitat de personatges marginats i desplaçats a causa de les fortes estructures de poder de la societat, és una de les característiques que, en essència, resumeix l'èxtasi que Pedro Almodóvar transmet a través dels seus personatges.
Almodóvar dirigeix Volver de manera més fluida que mai. Notem la seva essència en cadascun dels plànols del film: reflexos en autobusos, tricolor a l'entrada del bar, primeríssims primers plànols esgarrifosos (paper de cuina xopant-se de sang). Almodóvar torna a un aspecte ja homenatjat a Todo sobre mi madre: dones a la vora de l'abisme les millors armes del qual són les mentides i les estratègies que usen per ocultar (Volver és una pel·lícula en la qual s'oculta molt); de fet, totes les actrius oculten, en un moment o un altre, convertint-se, d'aquesta manera, en excel·lentíssimes actrius víctimes de la quotidianitat social en la qual es troben submergides. A més, la solitud (element clau a Hable con ella) es converteix en un «fantasma» que sobrevola la pel·lícula d'una manera molt subtil però profunda.
Frases com «Estic sola, com sempre», «imagino les solituds que hauràs passat», «no em facis plorar, que els fantasmes no ploren» deixen constància d'un segell del director per excel·lència. Capaç de mostrar un suposat fantasma de manera còmica però embolicat en un context dramàtic, és una habilitat cinematogràfica que Almodóvar aborda millor que ningú. Llàgrimes, somriures, riallades, fantasmes, russes, perruqueres, clients tafaners, petons i rituals manxecs, assetjament sexual, porros, prostituta, telebrossa, mentides, comptes pendents, solitud, morts, naixements, joies de plàstic, estampats florejats i una infinitat de voltes, són els elements que flueixen, de manera totalment lliure i diluïda, per cadascun dels minuts de metratge de Volver.
Fa una crítica als programes de televisió que denominen telebrossa, és un homenatge i referència a Bellissima (Bellísima) de Luchino Visconti i fins i tot l'aspecte de Penélope Cruz és idèntic al d'Anna Magnani a Bellísima. Així com Managni porta la seva filla a un concurs de talent, a Volver Irene porta a la seva filla a un concurs televisiu de talent. Els personatges tenen l'accent de La Manxa i en la seva majoria són dones.
El tango d'Alfredo Li Pera Volver, cèlebre per la interpretació de Carlos Gardel, és convertit en flamenc i és cantat a la pel·lícula amb la veu d'Estrella Morente, mentre Penélope Cruz fa playback.

## Premis i candidatures

### Premis Oscar
| Categoria     | Persona       | Resultat  |
| ------------- | ------------- | --------- |
| Millor actriu | Penélope Cruz | Candidata |

### Goya
| Categoria                    | Persona                       | Resultat   |
| ---------------------------- | ----------------------------- | ---------- |
| Millor pel·lícula            | Millor pel·lícula             | Guanyadora |
| Millor director              | Pedro Almodóvar               | Guanyador  |
| Millor actriu                | Penélope Cruz                 | Guanyadora |
| Millor actriu secundària     | Carmen Maura                  | Guanyadora |
| Millor actriu secundària     | Lola Dueñas                   | Candidata  |
| Millor actriu secundària     | Blanca Portillo               | Candidata  |
| Millor guió original         | Pedro Almodóvar               | Candidat   |
| Millor direcció de producció | Antonio Norella               | Candidat   |
| Millor música original       | Alberto Iglesias              | Guanyador  |
| Millor direcció artística    | Salvador Parra                | Candidat   |
| Millor disseny de vestuario  | Gina Daigeler                 | Candidata  |
| Millor fotografia            | José Luis Alcaine             | Candidat   |
| Millor disseny de vestuari   | Ana Lozano Massimo Gattabrusi | Candidats  |
| Millor so                    | Miguel Rejas                  | Candidat   |

### Premis César
| Categoria                    | Persona                      | Resultat  |
| ---------------------------- | ---------------------------- | --------- |
| Millor pel·lícula estrangera | Millor pel·lícula estrangera | Candidata |

### Festival de Canes
| Categoria                                                                                            | Persona                                                                                              | Resultat    |
| --- | --- | ----------- |
| Millor interpretació femenina (al conjunt d'actrius)                                                 | Penélope Cruz, Carmen Maura, Blanca Portillo, Lola Dueñas, Chus Lampreave i Yohana Cobo              | Guanyadores |
| Millor guió                                                                                          | Pedro Almodóvar                                                                                      | Guanyador   |
| Premi FIPRESCI de la Federació Internacional de la Crítica de Cinema a la millor pel·lícula de l'any | Premi FIPRESCI de la Federació Internacional de la Crítica de Cinema a la millor pel·lícula de l'any | Guanyador   |

Nota: És la segona vegada que la FIPRESCI escull una pel·lícula d'Almodóvar com la millor de l'any, ja que l'any 1999 el Gran Premi fou per Todo sobre mi madre.

### Premis del Cinema Europeu
| Categoria                                                | Persona                                                  | Resultat   |
| -------------------------------------------------------- | -------------------------------------------------------- | ---------- |
| Millor pel·lícula europea                                | Millor pel·lícula europea                                | Candidata  |
| Millor director                                          | Pedro Almodóvar                                          | Guanyador  |
| Millor actriu                                            | Penélope Cruz                                            | Guanyadora |
| Millor guionista europeu                                 | Pedro Almodóvar                                          | Candidat   |
| Millor compositor europeu                                | Alberto Iglesias                                         | Guanyador  |
| Millor director de fotografia europeu                    | José Luis Alcaine                                        | Candidat   |
| Premi del públic a la millor pel·lícula europea de l'any | Premi del públic a la millor pel·lícula europea de l'any | Guanyador  |

### Medalles del Cercle d'Escriptors Cinematogràfics
| Categoria                | Persona           | Resultat   |
| ------------------------ | ----------------- | ---------- |
| Millor pel·lícula        | Millor pel·lícula | Guanyadora |
| Millor director          | Pedro Almodóvar   | Guanyador  |
| Millor actriu            | Penélope Cruz     | Guanyadora |
| Millor actriu secundària | Carmen Maura      | Guanyadora |
| Millor guió original     | Pedro Almodóvar   | Guanyador  |
| Millor música            | Alberto Iglesias  | Guanyador  |

### Altres premis
- Premi del Públic i Especial del Jurat al 13è Festival Internacional de Cinema de Valdivia (Xile).
- Millor actriu de l'any (Penélope Cruz) a la dècima edició del Festival de Cinema de Hollywood.
- El 28 de setembre de 2006, l'Acadèmia de les Arts i les Ciències Cinematogràfiques d'Espanya escollí a "Volver" com a representant espanyola als Oscar.
- Nominada al César a la millor pel·lícula estrangera